# Художественная гимнастика на Европейских играх 2015

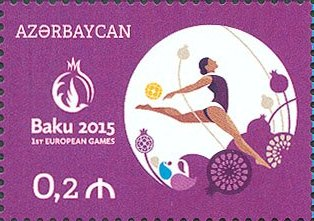
Художественная гимнастика на почтовой марке Азербайджана, посвящённой Европейским играм 2015

На соревнованиях по художественной гимнастике на I Европейских играх, которые проходили в столице Азербайджана, в городе Баку, разыгрывалось 2 комплекта медалей — в индивидуальном и групповом многоборье. В индивидуальном многоборье соревновалось 20 спортсменок, в групповом — гимнастки из 12 стран. Всего же на соревнованиях принимало участие 180 спортсменок. Согласно правилам участницы должны должны были быть в возрасте не менее 16 лет.
Квалификация на игры началась ещё летом 2013 года. В индивидуальном многоборье лицензии на участие в играх получили спортсменки, занявшие первые 20 мест на чемпионате Европы, прошедшему в столице Австрии, в городе Вена (максимум 2 гимнастки от каждого НОК). В групповом многоборье лицензии получили 12 лучших команд по результатам чемпионата Европы 2014 года, который прошёл в июне также в Баку.
Соревнования проходили в Национальной гимнастической арене 17, 19 и 21 июня.

## Календарь
| Дата    | Время                                          | Соревнования                                                             |
| ------- | ---------------------------------------------- | ------------------------------------------------------------------------ |
| 17 июня |                                                | Квалификация группового многоборья Финал группового многоборья           |
| 19 июня |                                                | Квалификация индивидуального многоборья Финал индивидуального многоборья |
| 21 июня |                                                | Финалы в отдельных видах индивидуального многоборья                      |
| 21 июня | Финалы в отдельных видах группового многоборья |                                                                          |

## Призёры

### Индивидуальные упражнения
| Дисциплина               | Золото                 | Серебро                    | Бронза                    |
| ------------------------ | ---------------------- | -------------------------- | ------------------------- |
| Многоборье см. подробнее | Яна Кудрявцева Россия  | Маргарита Мамун Россия     | Мелитина Станюта Беларусь |
| Обруч                    | Маргарита Мамун Россия | Мелитина Станюта Беларусь  | Нета Ривкин Израиль       |
| Мяч                      | Яна Кудрявцева Россия  | Анна Ризатдинова Украина   | Мелитина Станюта Беларусь |
| Булавы                   | Яна Кудрявцева Россия  | Анна Ризатдинова Украина   | Мелитина Станюта Беларусь |
| Лента                    | Яна Кудрявцева Россия  | Марина Дурунда Азербайджан | Саломе Пажава Грузия      |

### Групповые упражнения
| Дисциплина               | Золото | Серебро                                                                                           | Бронза |
| ------------------------ | --- | ------------------------------------------------------------------------------------------------- | --- |
| Многоборье см. подробнее | Россия · Диана Борисова · Дарья Клещёва · Анастасия Максимова · Софья Скоморох · Анастасия Татарева · Мария Толкачёва      | Израиль · Алёна Кошеватская · Екатерина Левина · Карина Лихвар · Ида Майрин · Юваль Фило          | Беларусь · Анна Дуденкова · Мария Кадобина · Александра Наркевич · Валерия Пищелина · Арина Цицилина · Ксения Челдышкина · |
| 5 лент                   | Россия · Диана Борисова · Дарья Клещёва · Анастасия Максимова · Софья Скоморох · Анастасия Татарева · Мария Толкачёва      | Украина · Анастасия Возняк · Евгения Гомон · Александра Гридасова · Валерия Гудым · Елена Дмитраш | Израиль · Алёна Кошеватская · Екатерина Левина · Карина Лихвар · Ида Майрин · Юваль Фило                                   |
| 2 обруча+6 булав         | Беларусь · Анна Дуденкова · Мария Кадобина · Александра Наркевич · Валерия Пищелина · Арина Цицилина · Ксения Челдышкина · | Израиль · Алёна Кошеватская · Екатерина Левина · Карина Лихвар · Ида Майрин · Юваль Фило          | Украина · Анастасия Возняк · Евгения Гомон · Александра Гридасова · Валерия Гудым · Елена Дмитраш                          |